# NCIS (8.ª temporada)
A oitava temporada de NCIS começou em 21 de setembro de 2010 e terminou em 17 de maio de 2011.

## Elenco
| Participante | Participante | Participante | Participante | Participante | Participante        |
| ------------ | ------------ | ------------ | ------------ | ------------ | ------------------- |
|              | Principal    |              | Recorrente   |              | Convidado/Flashback |

| Personagem              | Ator/atriz          | Cargo                                         | Participante |
| ----------------------- | ------------------- | --------------------------------------------- | ------------ |
| Leroy Jethro Gibbs      | Mark Harmon         | Agente especial Supervisor do NCIS            |              |
| Tony DiNozzo            | Michael Weatherly   | Agente Especial Senior do NCIS                |              |
| Ziva David              | Cote de Pablo       | Em processo para ser Agente do NCIS           |              |
| Timothy McGee           | Sean Murray         | Agente Especial do NCIS                       |              |
| Abby Sciuto             | Pauley Perrette     | Especialista Forense do NCIS                  |              |
| Leon Vance              | Rocky Carroll       | Diretor Assistente NCIS                       |              |
| Donald "Ducky" Mallard  | David McCallum      | Chefe dos Legistas do NCIS                    |              |
| Jimmy Palmer            | Brian Dietzen       | Legista assistente                            |              |
| Tobias Fornell          | Joe Spano           | Agente Especial do FBI                        |              |
| Erica Jane "EJ" Barrett | Sarah Jane Morris   | Agente Especial do NCIS                       |              |
| Simon Cade              | Matthew Willig      | Agente Especial do NCIS                       |              |
| Ray Cruz                | Enrique Murciano    | Agente da CIA "C.I.Ray"                       |              |
| Trent Kort              | David Dayan Fisher  | Agente Especial da CIA                        |              |
| Eli David               | Michael Nouri       | Diretor do Mossad (Pai de Ziva)               |              |
| Jenny Shepard           | Lauren Holly        | Falecida Directora do NCIS (Flashbacks)       |              |
| Gayne Levin             | Alimi Ballard       | Agente Especial do NCIS                       |              |
| Jackson Gibbs           | Ralph Waite         | Pai do Gibbs                                  | Ep.1         |
| Alejandro Rivera        | Marco Sanchez       |                                               | Ep.1         |
| Paloma Reynosa          | Jacqueline Obradors |                                               | Ep.1         |
| Anthony DiNozzo Sr      | Robert Wagner       | Pai do Tony                                   | Ep. 7        |
| Abigail Borin           | Diane Neal          | Agente Especial do CGIS                       | Ep.11        |
| Ari Haswari             | Rudolf Martin       | Agente Mossad (Meio-irmão da Ziva, Flashback) | Ep.14        |
| Dr. Rachel Cranston     | Wendy Makkena       | Psicologa                                     | Ep.14        |
| Clayton Jarvis          | Matt Craven         | Secretario da Marinha                         | Ep.24        |
| Phillip Davenport       | Jude Ciccolella     | Ex Secretario da Marinha                      | Ep.24        |

## Episódios
A oitava temporada de NCIS teve como principal arco dramático a perseguição ao assassino do Porto-a-Porto (P2P), que resultou na morte de Mike Franks e em mudanças significativas no NCIS.
| Sequência | Episódios | Título                     | Direção               | Escrito por                                    | Data de exibição        | Audiência EUA (em milhões) |
| --- | --------- | -------------------------- | --------------------- | ---------------------------------------------- | ----------------------- | -------------------------- |
| 163 | 1         | "A Aranha e a Mosca"       | Dennis Smith          | Gary Glasberg                                  | 21 de setembro de 2010  | 19.41                      |
| Os membros da equipe do NCIS são o alvo de Paloma Reynosa, que está tentando se vingar de Gibbs. Personagens recorrentes: Ralph Waite como Jackson Gibbs, Muse Watson como Mike Franks, Jacqueline Obradors como Paloma Reynosa e Marco Sanchez como Alejandro Rivera. |           |                            |                       |                                                |                         |                            |
| 164 | 2         | "O Pior Pesadelo"          | Tony Wharmby          | Steven Binder                                  | 28 de setembro de 2010  | 19.15                      |
| A equipe do NCIS deve encontrar uma garota que foi sequestrada, mas a investigação revela algo a mais quando o avô dela se envolve demais. |           |                            |                       |                                                |                         |                            |
| 165 | 3         | "Pavio Curto"              | Leslie Libman         | Frank Cardea e George Schenck                  | 5 de outubro de 2010    | 19.81                      |
| A equipe do NCIS trabalha com o FBI quando descobre que uma especialista em bombas está envolvida em um assassinato. Personagem recorrente: Joe Spano como Agente do FBI Fornell. |           |                            |                       |                                                |                         |                            |
| 166 | 4         | "Realeza e Leais"          | Arvin Brown           | Reed Steiner                                   | 12 de outubro de 2010   | 19.20                      |
| A equipe se envolve em um incidente internacional quando investigam o assassinato de um oficial americano cujo corpo foi encontrado em um navio britânico. |           |                            |                       |                                                |                         |                            |
| 167 | 5         | "Ar Morto"                 | Terrence O'Hara       | Christopher J. Waild                           | 19 de outubro de 2010   | 19.41                      |
| A equipe investiga a morte de um DJ de rádio e um oficial da marinha que foram mortos durante uma transmissão. O trabalho é dificultado pela descoberta de diversos suspeitos. |           |                            |                       |                                                |                         |                            |
| 168 | 6         | "Rachado"                  | Tony Wharmby          | Nicole Mirante-Matthews                        | 26 de outubro de 2010   | 20.18                      |
| Abby fica obcecada com a investigação do assassinato de um cientista da marinha e o resto da equipe se preocupa com ela. O novo amor de Tony traz dores de cabeças a ele. |           |                            |                       |                                                |                         |                            |
| 169 | 7         | "Flecha Quebrada"          | Arvin Brown           | Frank Cardea e George Schenck                  | 9 de novembro de 2010   | 19.87                      |
| A equipe fica surpresa quando Gibbs pede que o pai de Tony se junte a eles durante a investigação de um assassinato. Personagem recorrente: Robert Wagner como Anthony DiNozzo Sr. |           |                            |                       |                                                |                         |                            |
| 170 | 8         | "Inimigos Estrangeiros"    | Dennis Smith          | Jesse Stern                                    | 16 de novembro de 2010  | 19.43                      |
| Parte 1: O pai de Ziva participa de uma conferência do NCIS e a equipe recebe a missão de protegê-lo. Porém, a visita ainda reserva algumas surpresas. Personagem recorrente: Michael Nouri como Eli David. |           |                            |                       |                                                |                         |                            |
| 171 | 9         | "Inimigos Domésticos"      | Mark Horowitz         | Jesse Stern                                    | 23 de novembro de 2010  | 18.78                      |
| Parte 2: Depois de ser atacado a “casa segura”, a equipe procura respostas e o Diretor Vance, com risco de morte, tem um flashback de sua primeira missão em Amsterdã. Personagem recorrente: Michael Nouri como Eli David. |           |                            |                       |                                                |                         |                            |
| 172 | 10        | "Falso Testemunho"         | James Whitmore, Jr.   | Steven Binder                                  | 14 de dezembro de 2010  | 19.87                      |
| Quando um funcionário da Marinha que deveria testemunhar no julgamento de um assassinato desaparece de repente, a equipe de NCIS recebe e ajuda da polícia para encontrar a testemunha desaparecida. Tony enfrenta seus problemas. |           |                            |                       |                                                |                         |                            |
| 173 | 11        | "Navios na Noite"          | Terrence O'Hara       | Reed Steiner e Christopher Waild               | 11 de janeiro de 2011   | 21.93                      |
| O assassinato de um oficial em um navio turístico coloca a equipe de NCIS numa caçada por seu assassino — Gibbs e o NCIS se juntam ao Serviço de Investigação da Costa para solucionar o assassinato de um marinheiro baleado em um navio turístico. Personagem recorrente: Diane Neal como Agente Especial da CGIS Abigail Borin. |           |                            |                       |                                                |                         |                            |
| 174 | 12        | "Recrutado"                | Arvin Brown           | Gary Glasberg                                  | 18 de janeiro de 2011   | 21.09                      |
| Uma sessão de recrutamento numa faculdade tem um final trágico, levando a equipe de NCIS a investigar o crime. Conhecemos o legista antecessor a Ducky, Dr. Magnus (Bob Newhart) que veio ao NCIS na esperança de reaver sua memória. |           |                            |                       |                                                |                         |                            |
| 175 | 13        | "Liberdade"                | Craig Ross Jr.        | Nicole Mirante-Matthews                        | 1 de fevereiro de 2011  | 22.85                      |
| A equipe do NCIS devem localizar a família da vítima e seu assassino quando um fuzileiro é encontrado morto em seu quintal após ter sido agredido até a morte. McGee tem problemas com o roubo de identidade. Nota: Maior audiência no drama nº 1 da tv americana. |           |                            |                       |                                                |                         |                            |
| 176 | 14        | "Um Homem Entra no Bar..." | James Whitmore, Jr.   | Gary Glasberg                                  | 8 de fevereiro de 2011  | 20.35                      |
| A equipe deve investigar a morte de um comandante da marinha encontrado baleado e morto em um navio. A equipe terá que passar por uma avaliação psicológica obrigatória, relembrando grandes momentos, alegres e tristes, e uma surpresa será revelada. Personagens em Flashback: Michael Nouri como Eli David, Rudolf Martin como Ari Haswari, Lauren Holly como Diretora Jenny Shepard e Sasha Alexander como Caitlin Todd. Personagem recorrente: Wendy Makkena como Dr. Rachel Cranston |           |                            |                       |                                                |                         |                            |
| 177 | 15        | "Desafio"                  | Dennis Smith          | Frank Cardea e George Schenck                  | 15 de fevereiro de 2011 | 19.40                      |
| Quando um fuzileiro morre para salvar o primeiro-ministro da Belgrávia de uma tentativa de assassinato, a equipe do NCIS recebe a missão de proteger a filha do ministro, que está estudando nos Estados Unidos, ao mesmo tempo em que investiga a morte do fuzileiro. |           |                            |                       |                                                |                         |                            |
| 178 | 16        | "Dentes e Dedos"           | Tony Wharmby          | Steven Kriozere e Steven D. Binder             | 22 de fevereiro de 2011 | 21.28                      |
| A equipe do NCIS deve encontrar um assassino corajoso depois que os dedos e os dentes de um fuzileiro assassinado são encontrados em uma bolsa roubada. |           |                            |                       |                                                |                         |                            |
| 179 | 17        | "Uma Última Partitura"     | Michael Weatherly     | Jesse Stern                                    | 1 de março de de 2011   | 19.21                      |
| Quando a equipe do NCIS fica sabendo do assassinato brutal de um de seus antigos assistentes de investigação, eles logo descobrem que a vítima estava fornecendo informações sobre como entrar em um armazém cheio de objetos caros. Enquanto isso, uma nova agente se junta à equipe. Personagem recorrente: Sarah Jane Morris como Agente Especial Erica Jane 'EJ' Barrett. |           |                            |                       |                                                |                         |                            |
| 180 | 18        | "Reexame"                  | Terrence O'Hara       | Leon Carroll, Reed Steiner e Christopher Waild | 22 de março de 2011     | 19.46                      |
| Gibbs está confuso em relação à ordem de Vance para reexaminar um garoto acusado de matar seu pai, um fuzileiro aposentado. |           |                            |                       |                                                |                         |                            |
| 181 | 19        | "Conte Tudo"               | Kevin Rodney Sullivan | Andrew Bartels                                 | 29 de março de 2011     | 18.73                      |
| Um comandante da Marinha morre e deixa uma mensagem escrita com sangue para trás. Por isso, a equipe de NCIS liga a evidência a um manuscrito que contém informações que podem ser uma ameaça à segurança nacional. Personagem recorrente: Joe Spano como Agente do FBI Fornell. |           |                            |                       |                                                |                         |                            |
| 182 | 20        | "Duas Caras"               | Thomas J. Wright      | Nicole Mirante e Reed Steiner                  | 5 de abril de 2011      | 19.40                      |
| O corpo de um marinheiro é encontrado embrulhado em plástico e totalmente limpo, características de um serial killer conhecido como "Port-to-port". Vance cria uma força-tarefa para capturar o assassino, a nomeando de Barrett como o investigador principal. Ziva fica abalada qundo descobre que seu namorado Ray é uma ligação secreta da CIA com NCIS. Depois de vários impasses e da descoberta de uma outra vítima, o episódio termina com Ziva e DiNozzo em um bar, descobrindo um olho humano em um copo. Personagens recorrentes: Enrique Murciano como Agente do CIA Ray Cruz e Sarah Jane Morris como Agente Especial Erica Jane 'EJ' Barrett. |           |                            |                       |                                                |                         |                            |
| 183 | 21        | "Reflexão Morta"           | William Webb          | George Schneck e Frank Cardea                  | 12 de abril de 2011     | 19.87                      |
| A equipe investiga um assassinato de uma tenente no Pentágono, que foi gravado por uma câmera de segurança. As complicações surgem quando o próprio assassino é encontrado morto em um acidente de carro dois dias antes. Além disso, Agente EJ Barrett tenta resolver o mistério dos olhos do episódio anterior com ajuda de Palmer quando descobre que o olho azul é capaz de abrir o MTAC quando digitalizado. Personagem recorrente: Sarah Jane Morris como Agente Especial Erica Jane 'EJ' Barrett. |           |                            |                       |                                                |                         |                            |
| 184 | 22        | "Baltimore"                | Terrence O'Hara       | Steven D. Binder                               | 3 de maio de 2011       | 17.87                      |
| Quando o ex-parceiro de Tony, Danny Price, é encontrado morto e provavelmente ligado ao Port-to-Port killer, o P2P, Tony volta para seus dias como um detetive e Baltimore, e narra seu primeiro encontro com Gibbs, ocorrido 10 anos antes. Personagem recorrente: Tim Kelleher como Agente Especial Christopher Pacci. |           |                            |                       |                                                |                         |                            |
| 185 | 23        | "A Canção do Cisne"        | Tony Wharmby          | Jesse Stern                                    | 10 de maio de 2011      | 17.62                      |
| Depois que novas provas revelam que o Port-to-Port killer se infiltrou na agência, as equipes de NCIS perseguem todas as pistas para rastreá-lo o mais rápido possível. NCIS está em alerta máximo quando alguém com laços pessoais com a equipe é a última vítima do P2P. Personagens recorrentes: Sarah Jane Morris como Agente Especial Erica Jane 'EJ' Barrett, Muse Watson como Mike Franks, David Dayan Fisher como Trent Kort e Kerr Smith como tenente da Marinha Jonas Cobb. |           |                            |                       |                                                |                         |                            |
| 186 | 24        | "Pirâmide"                 | Dennis Smith          | Gary Glasberg                                  | 17 de maio de 2011      | 18.62                      |
| A vida dos membros de NCIS estão em perigo quando elas ficam cara-a-cara com o assassino de Port-to-Port, o P2P. Consequências recai sobre NCIS e mudanças significativas são feitas. Personagens recorrentes: Sarah Jane Morris como Agente Especial Erica Jane 'EJ' Barrett, Muse Watson como Mike Franks, David Dayan Fisher como Agente do CIA Trent Kort, Enrique Murciano como Agente do CIA Ray Cruz, Jude Ciccolella como Secretário da Marinha (SecNav) Phillip Davenport, Matt Craven como Secretário da Marinha (SecNav) Clayton Jarvis e Kerr Smith como tenente da Marinha Jonas Cobb.                                                         |           |                            |                       |                                                |                         |                            |